# Hoef (dier)

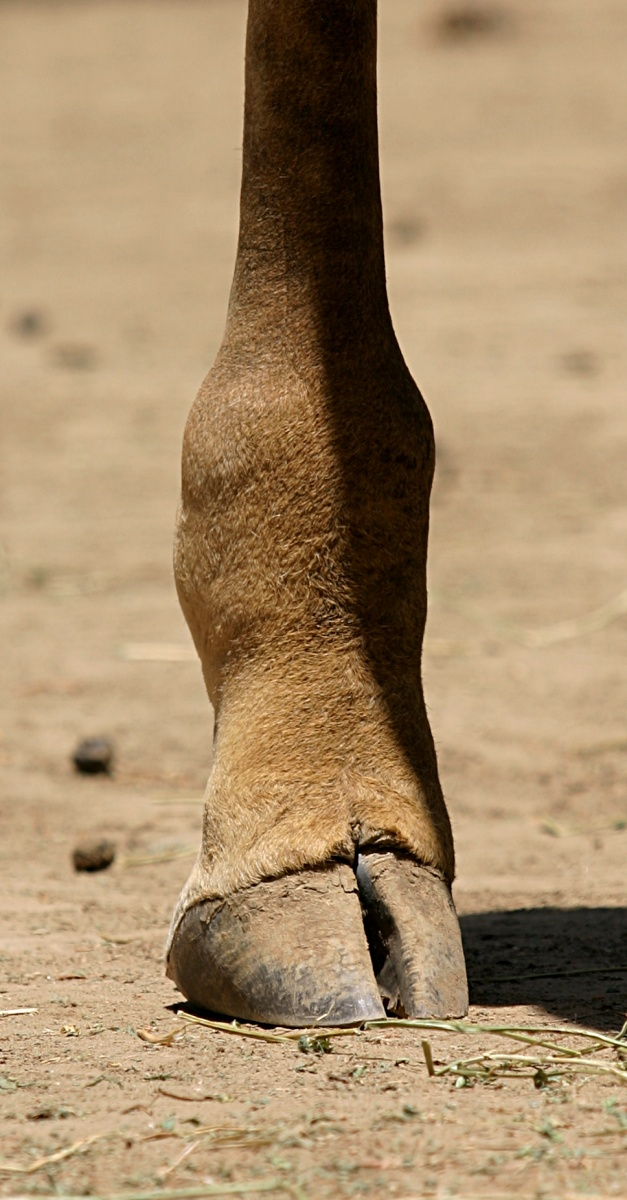
Hoef van een Masaigiraffe (evenhoevige)

Een hoef is een hoornen overdekking van het uiteinde van de voet. Het is in feite een vergrote en versterkte nagel. Van een hoef wordt gesproken als het de nagel is die bij het staan en lopen de grond raakt.
De hoefdieren worden verdeeld in twee grote groepen: De evenhoevigen (onder meer antilopen, runderen, herten, varken, schaap, geit) en de onevenhoevigen (paarden, neushoorns en tapirs). Bij de evenhoevigen zijn vooral de derde en vierde teen sterk ontwikkeld, zodat deze het meeste gewicht dragen, bij de onevenhoevigen is dat met alleen de derde teen het geval.